# Wusterwitz
Wusterwitz è un comune di 3 021 abitanti del Brandeburgo, in Germania.

Appartiene al circondario di Potsdam-Mittelmark ed è amministrato dall'Amt Wusterwitz.